# Place Prešeren

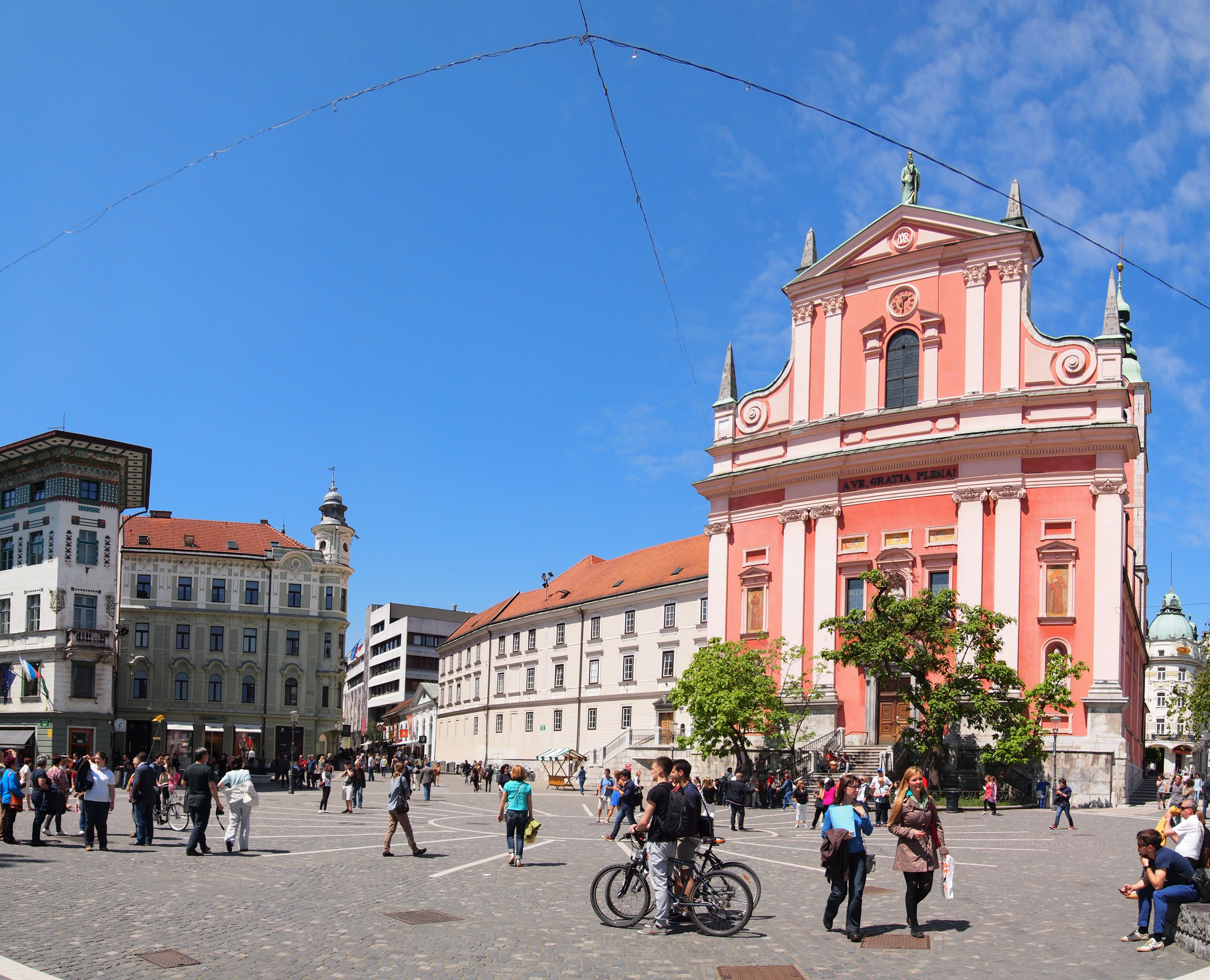

La place Prešeren (en slovène, Prešernov trg) est une des places principales de Ljubljana, capitale de la Slovénie. Son nom fait référence au poète France Prešeren (1800-1849), qui peut être considéré comme le poète national de la Slovénie.

## Emplacement
La place se trouve sur la rive gauche de la Ljubljanica, au bord de la rivière, au niveau du Tromostovje (Triple pont).

## Histoire
La place située devant l'église de l'Annonciation est pavée dans la première moitié du XIXe siècle. Les maisons qui l'entouraient, endommagées par le tremblement de terre du 14 avril 1895, ont été remplacées pour la plupart dans les années qui ont suivi.

## Description
Sur la place, dans la partie est de celle-ci, se dresse le monument à France Prešeren, œuvre de l'architecte Maks Fabiani (1865-1962) et du sculpteur Ivan Zajec (1869-1952), inauguré le 10 septembre 1905.
Depuis 2007, la place est en zone piétonne.

### Bâtiments remarquables
- Église franciscaine de l'Annonciation.
- Pharmacie centrale de Ljubljana.